# Ида (Иркутская область)
Ида — посёлок в Боханском районе Иркутской области России. Входит в состав Шаралдайского муниципального образования.

## География
Посёлок находится на расстоянии 55 км к северо-востоку от посёлка Бохан, административного центра района.

## Население
| 2002 | 2010 | 2011 | 2012 |
| ---- | ---- | ---- | ---- |
| 58   | ↘34  | →34  | ↘32  |

### Половой состав
По данным Всероссийской переписи, в 2010 году в посёлке проживали 34 человека (21 мужчина и 13 женщин).